# Komenského náměstí (Litomyšl)

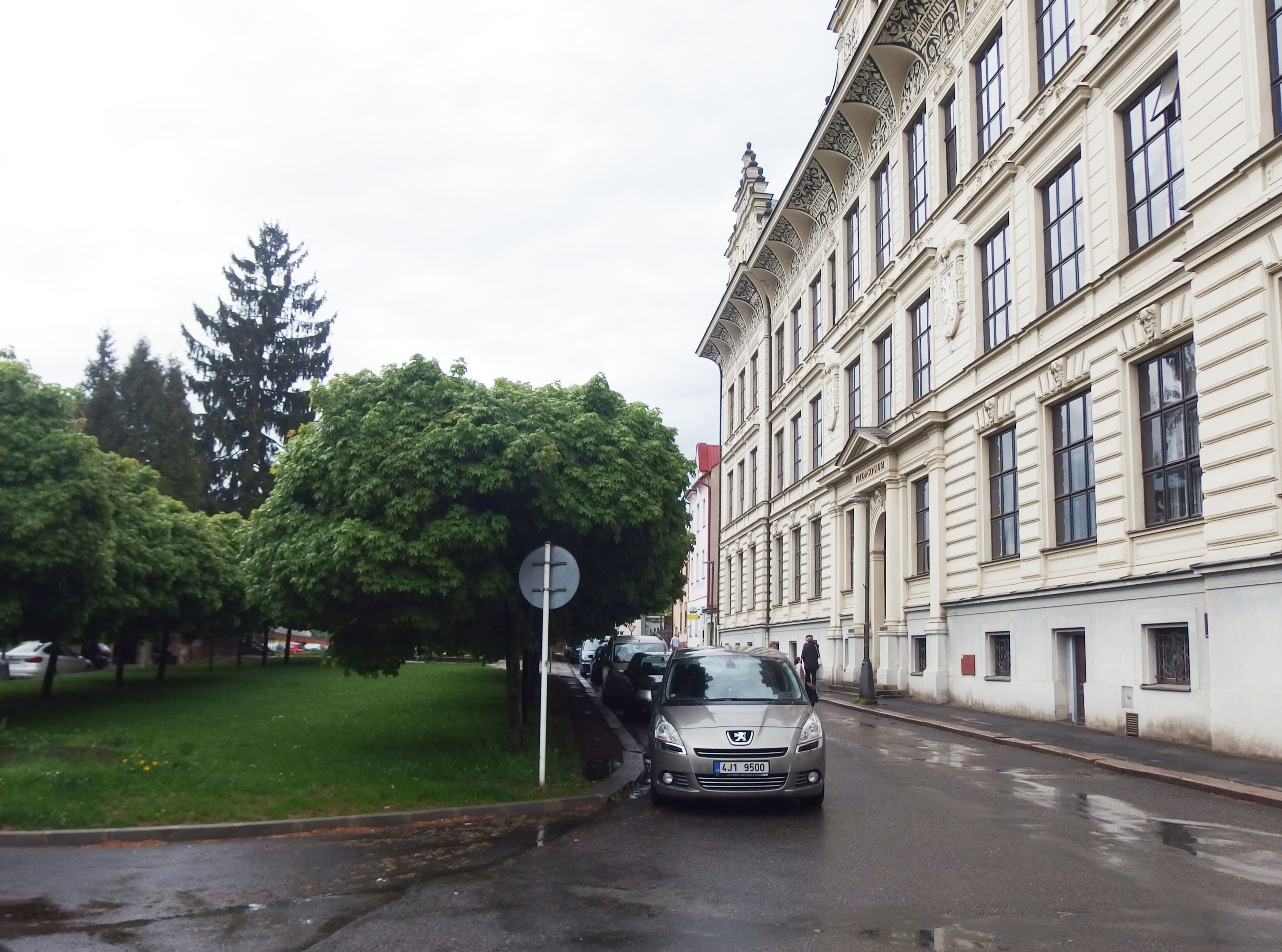
Pohled na náměstí s budovou školy.

Komenského náměstí se nachází ve východočeském městě Litomyšl v okrese Svitavy, na břehu řeky Loučné. Náměstí protáhlého tvaru, orientované v ose východ-západ kolmé na řeku Loučnou, je dlouhé 120 m. Tvoří severní okraj historického centra města.
Náměstí bylo rozvíjeno na začátku 20. století v souvislosti s dynamickým rozvojem Litomyšle a vznikem některých tehdy reprezentativních budov, mezi které patřily Smetanův dům a Vyšší dívčí škola/pedagogium. Dostavěna však byla pouze jižní část náměstí, neboť se tento prostor neukázal být natolik perspektivním, jak bylo dříve zamýšleno. V severní části náměstí se nacházela synagoga, která byla stržena s okolními budovami v 60. letech 20. století a nahrazena panelovým sídlištěm s modernistickým obchodním centrem.
V centrální části náměstí se nachází sad s alejí a památníkem Jana Amose Komenského. Do roku 1990 neslo náměstí název Smetanovo, po přejmenování hlavního náměstí v Litomyšli bylo pojmenováno po Komenském, neboť se zde nacházel již jeho památník v podobě zeměkoule.